# キーロフスキー (沿海地方)
キーロフスキー（ロシア語: Кировский）はロシア連邦東部の沿海地方にあり、キーロフスキー地区の中心に位置する町。人口は9,057人（2010年全ロシア国勢調査）。